# Liste der denkmalgeschützten Objekte in Sankt Johann im Saggautal
Die Liste der denkmalgeschützten Objekte in Sankt Johann im Saggautal enthält die 8 denkmalgeschützten, unbeweglichen Objekte der Gemeinde Sankt Johann im Saggautal im steirischen Bezirk Leibnitz.

## Denkmäler
| Foto |                 | Denkmal | Standort                                                             | Beschreibung | Metadaten |
| ---- | --------------- | --- | -------------------------------------------------------------------- | --- | --- |
| ja   | Datei hochladen | Ortskapelle HERIS-ID: 69556 Objekt-ID: 82640                                                                | bei Gündorf 20 Standort KG: Gündorf                                  | | BDA-Hist.: Q38122695 Status: § 2a Stand der BDA-Liste: 2025-06-30 Name: Ortskapelle GstNr.: .37 |
| ja   | Datei hochladen | Bauernhaus Tombauer HERIS-ID: 37170 Objekt-ID: 36248                                                        | Gündorf 11 Standort KG: Gündorf                                      | Das Bauernhaus Tombauer ist ein strohgedeckter Holzbau mit gemauertem Mittelteil. | BDA-Hist.: Q37974312 Status: Bescheid Stand der BDA-Liste: 2025-06-30 Name: Bauernhaus Tombauer GstNr.: .11 Bauernhaus Tombauer, Gündorf                                                                                                |
| ja   | Datei hochladen | Kath. Filialkirche St. Georgen am Lukowitsch HERIS-ID: 69622 Objekt-ID: 82708                               | Praratheregg Standort KG: Praratheregg                               | Die Wallfahrtskirche ist ein kleiner gotischer Bau auf einer Hügelkuppe. An ihr zweijochiges Langhaus schließt ein einjochiger Chor an. Der dreigeschoßige Westturm mit barockem Zwiebelhelm ist von einem teilweise noch erhaltenen gemalten gotischen Maßwerk-Friesband umzogen. | BDA-Hist.: Q38122772 Status: § 2a Stand der BDA-Liste: 2025-06-30 Name: Kath. Filialkirche St. Georgen am Lukowitsch GstNr.: .7 Filialkirche St. Georgen am Lukowitsch                                                                  |
| ja   | Datei hochladen | Ortskapelle HERIS-ID: 69624 Objekt-ID: 82710                                                                | Radiga Standort KG: Radiga                                           | | BDA-Hist.: Q38122781 Status: § 2a Stand der BDA-Liste: 2025-06-30 Name: Ortskapelle GstNr.: .15/2 |
| ja   | Datei hochladen | Flur-/Wegkapelle Maria Lourdes HERIS-ID: 69620 Objekt-ID: 82706                                             | bei Saggau 23 Standort KG: Saggau                                    | | BDA-Hist.: Q38122763 Status: § 2a Stand der BDA-Liste: 2025-06-30 Name: Flur-/Wegkapelle Maria Lourdes GstNr.: 1355 |
| ja   | Datei hochladen | Kath. Pfarrkirche hl. Johannes der Täufer, Kirchhofmauer und Treppenanlage HERIS-ID: 51830 Objekt-ID: 57629 | St. Johann im Saggautal Standort KG: St. Johann im Saggautal         | Die Pfarrkirche zum hl. Johannes dem Täufer wurde 1753–1758 errichtet und stellt das Hauptwerk des Marburger Baumeisters Johann Fuchs dar. Ihr längsovaler Kirchenraum wird von einer mächtigen Flachkuppel überwölbt. Die dreifach konkav geschwungene Westfassade wird von einem zweigeschoßigen Turm überragt. Der Hochaltar aus gebeiztem Holz enthält Statuen sowie ein Altarbild aus der 2. Hälfte des 18. Jahrhunderts. | BDA-Hist.: Q38047909 Status: § 2a Stand der BDA-Liste: 2025-06-30 Name: Kath. Pfarrkirche hl. Johannes der Täufer, Kirchhofmauer und Treppenanlage GstNr.: .7, 39 Kath. Pfarrkirche hl. Johannes der Täufer (Sankt Johann im Saggautal) |
| ja   | Datei hochladen | Pfarrhof HERIS-ID: 51829 Objekt-ID: 57628                                                                   | St. Johann im Saggautal 1 Standort KG: St. Johann im Saggautal       | Der zweigeschoßige Pfarrhof weist eine Bauinschrift von 1640 auf. | BDA-Hist.: Q38047905 Status: § 2a Stand der BDA-Liste: 2025-06-30 Name: Pfarrhof GstNr.: .8 |
| ja   | Datei hochladen | Bildstock HERIS-ID: 69626 Objekt-ID: 82712                                                                  | bei St. Johann im Saggautal 140 Standort KG: St. Johann im Saggautal | | BDA-Hist.: Q38122791 Status: § 2a Stand der BDA-Liste: 2025-06-30 Name: Bildstock GstNr.: 536 |